# Amaral (ur. 1973)
Amaral, właśc. Alexandre da Silva Mariano (ur. 28 lutego 1973 w Capivari, Brazylia) – brazylijski piłkarz, pomocnik, reprezentant Brazylii w latach 1995–1996 (10 występów), brązowy medalista Igrzysk Olimpijskich w Atlancie 1996.
Jego pseudonim pochodzi od Amarala, zawodnika, członka kadry Brazylii na Mundial w 1978 roku, którego przypomina stylem gry.

## Przebieg kariery
Amaral stał się zawodowym piłkarzem, kiedy ofertę złożył mu SE Palmeiras. Jako 18-letni chłopak podpisał 5-letni kontrakt, a jego mały prowincjonalny klubik otrzymał za jego wyszkolenie 5 tysięcy cruzeiro. Już w wieku 20 lat zdobył pierwszy tytuł mistrza kraju. W późniejszym okresie kontuzje przystopowały karierę zawodnika. W sezonie 1995/1996 w barwach klubu z największego miasta Brazylii zagrał jedynie 3 mecze. Sytuacji nie zmieniły transfery do klubów europejskich – zarówno w AC Parmie jak i w Benfice Lizbona był tylko rezerwowym.
W 1999 powrócił do ojczyzny i razem z Corinthians Paulista wywalczył dwa tytuły mistrza kraju. Potem grał jeszcze w CR CR Vasco da Gama. Po pewnym czasie, w wyniku konfliktu z trenerem – Axelem Diazem, zdecydował się na odejście. Lukratywną ofertę zaproponowały mu S.S. Lazio i ACF Fiorentina. Piłkarzowi pozostawiono decyzje wyboru, gdzie chce zagrać, ten wybrał klub z Florencji. Przez dwa lata gry zdobył z „Violą” krajowy puchar, zaskarbił sobie również, ze względu na widowiskowy styl gry, dużą sympatię kibiców.
W 2003 roku przeniósł się do Beşiktaşu JK, z którym zdobył tytuł mistrza kraju. Zaliczył krótki epizod w katarskim Al-Ittihad, by przez kolejne dwa lata ponownie grać w Brazylii: kolejno w Vitoria Salvador i Atletico Mineiro.
2 lutego 2006 podpisał dwuletni kontrakt z klubem polskiej Orange Ekstraklasy – Pogonią Szczecin, w barwach której zadebiutował w meczu otwarcia rundy wiosennej sezonu 2005/2006 – 11 marca w Szczecinie przeciwko Amice Wronki. 8 kwietnia 2006 w spotkaniu Pogoni z Górnikiem Łęczna w ostatniej minucie meczu zdobył swoją pierwszą bramkę w bogatej międzynarodowej i krajowej karierze piłkarskiej. 11 kwietnia 2006 podczas meczu w Bełchatowie z miejscowym GKS-em nabawił się kontuzji, która wykluczyła go z gry do końca sezonu. Klub renegocjował umowę z zawodnikiem przed rozpoczęciem kolejnego sezonu piłkarskiego. 14 września 2006, po zakończeniu rehabilitacji, Amaral powrócił z Brazylii do drużyny szczecińskiej Pogoni, z którą występował w sezonie 2006/2007 do meczu 19. kolejki spotkań przeciwko Wiśle Płock (31 marca 2007), kiedy to ponownie doznał kontuzji i powrócił do Brazylii. Do gry w Pogoni już nie powrócił.
W 2007 podpisał kontrakt z brazylijskim klubem Santa Cruz Recife, następnie grał w Grêmio Barueri i Perth Glory, a w 2009 został występującego w drugiej lidze stanu São Paulo – Catanduvense Catanduva. Od 2011 do 2012 roku Amaral występował w Indonezji, w Manado United oraz Persebaya Surabaya.